# Havbica
Havbica je artilerijsko orožje s cevjo velikega kalibra (največkrat med 100 - 220 mm), ki lahko izstreljuje projektile pod velikimi koti (večjimi od 45°). Uporabljajo se predvsem za boj proti živi sili.

## Zgodovina
Ime izvira iz češke besede houfnice, kakor so Husiti poimenovali svoj top iz 15. stoletja.
Havbice so prvič množično uporabili v prvi, najbolj pa so jih izpopolnili v drugi svetovni vojni. Sprva so bile havbice izključno vlečna orožja, Nemci pa so jih z vgradnjo v tankovska podvozja spremenili v samohodno artilerijo (danes uporabljajo tudi tovornjake kot nosilce samohodnih havbic).
Najbolj znana havbica prve svetovne vojne je bila nemška 420mm debela Berta, ki so jo uporabili leta 1914 na zahodni fronti.

## Sodobne havbice
Tudi danes je havbica nepogrešljivo orožje sodobnih armad. Z dosegi preko 30 km in veliko natančnostjo ter široko paleto projektilov (med njimi tudi jedrske ali kemične bojne glave) so postale precej več kot le zastrahovalno orožje. K temu pripomore tudi velika kadenca, s katero lahko izstreljujejo projektile za frontno črto.

## Vrste havbic
- vlečna havbica
- samovozna havbica
- tovorna havbica
- gorska havbica
- top-havbica

## Seznami
- seznam samovoznih havbic druge svetovne vojne
- seznam vlečnih havbic druge svetovne vojne